# Popovci, Aleksandrovac
Popovci (izvirno srbsko Поповци) je naselje v Srbiji, ki upravno spada pod Občino Aleksandrovac; slednja pa je del Rasinskega upravnega okraja.

## Demografija
V naselju živi 71 polnoletnih prebivalcev, pri čemer je njihova povprečna starost 38,6 let (37,7 pri moških in 39,6 pri ženskah). Naselje ima 27 gospodinjstev, pri čemer je povprečno število članov na gospodinjstvo 3,41.
|  |

| Demografija | Demografija     | Demografija     |
| Leto        | Št. prebivalcev | Št. prebivalcev |
| ----------- | --------------- | --------------- |
|             |                 |                 |
|             |                 |                 |
|             |                 |                 |
|             |                 |                 |
| 1948        | 64              |                 |
| 1953        | 73              |                 |
| 1961        | 77              |                 |
| 1971        | 61              |                 |
| 1981        | 73              |                 |
| 1991        | 77              | 76              |
| 2002        | 103             | 92              |
|             |                 |                 |

| Etnična sestava po popisu iz leta 2002 | Etnična sestava po popisu iz leta 2002 | Etnična sestava po popisu iz leta 2002 | Etnična sestava po popisu iz leta 2002 | Etnična sestava po popisu iz leta 2002 |
| -------------------------------------- | -------------------------------------- | -------------------------------------- | -------------------------------------- | -------------------------------------- |
| Srbi                                   | Srbi                                   |                                        | 90                                     | 97,82%                                 |
| Neznano                                | Neznano                                |                                        | 0                                      | 0,0%                                   |